# Alan Marshall
Alan Marshall (2. května 1902, Noorat, stát Victoria, Austrálie – 21. ledna 1984, East Brighton, Austrálie) byl australský spisovatel, publicista, cestovatel a folklorista.
V roce 1908 onemocněl dětskou obrnou a od té doby byl nucen používat berle. Od roku 1922 do roku 1933 pracoval jako úředník, v této době se začal zajímat o psaní.
Měl svůj vztah i k Československu, neboť si od roku 1965 dopisoval s Boženou Foltýnovou, která mu napsala, protože ji zaujala jeho kniha. Roku 1972 dokonce přijel do Prahy, kde se s ní osobně setkal.
Během svého života obdržel celou řadu ocenění např. Řád Británie, Řád za přátelství mezi národy (SSSR) a v Austrálii získal mj. Řád za služby literatuře Austrálie, Čestný doktorát právních věd.
Biografii nazvanou I can jump oceans: the world of Alan Marshall o něm napsal Harry Marks.

## Dílo
- 1944 To je můj lid – sbírka povídek
- 1952 Lidé pradávných časů – soubor povídek ze života a zvyků domorodých obyvatel Austrálie (Austrálců)
- 1956 Jak to jde Andymu – sbírka povídek z australského venkova
- 1955 Už zase skáču přes kaluže – I Can Jump Puddles; jeho nejznámější dílo, které se brzy po vydání stalo bestsellerem, prakticky jde o první díl životopisné trilogie. Karel Kachyňa podle něj natočil v roce 1970 stejnojmenný český film.
- 1962 To je tráva
- 1963 V mém vlastním srdci
- Short Stories – věnováno Boženě z Československa
- Four Sunday Suits and other stories by A.M.